# L'età critica
L'età critica è un film muto italiano del 1921 diretto da Amleto Palermi.